# HFC Haarlem
L'HFC Haarlem fou un club de futbol neerlandès de la ciutat de Haarlem.

## Història
El HFC va ser fundat l'1 d'octubre de 1889 amb el nom de  Haarlemsche FC. L'any 1980 esdevingué SBV Haarlem, i l'actual nom (HFC Haarlem) l'adoptà el 1992.
És un club amb un brillant palmarès. Guanyà un cop la lliga neerlandesa, el 1946 i ha arribat cinc cops a la final de la copa, vencent el 1902 i 1912, i perdent els anys 1911, 1914 i 1950. També ha guanyat tres cops la lliga de segona divisió el1972, 1976 i 1981. L'any 1982, l'HFC Haarlem, amb un jove jugador anomenat Ruud Gullit, es classificà per la Copa de la UEFA. L'any 1990 baixà a segona divisió, categoria a la qual encara es manté (a data de 2007).
El 25 de gener de 2010 el club es declarà en fallida.

## Palmarès

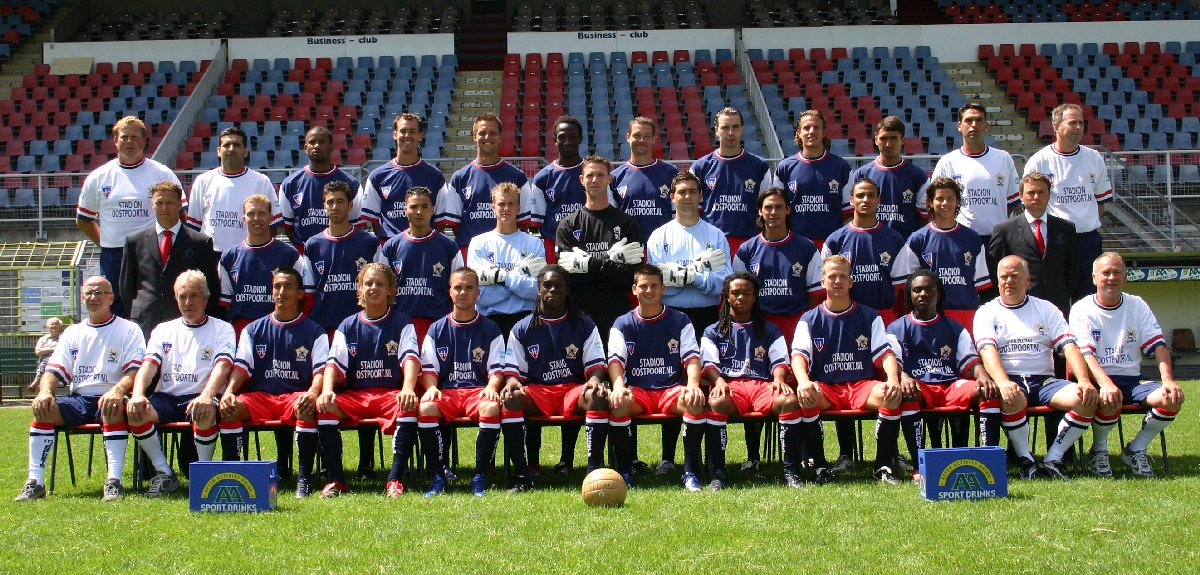
HFC Haarlem la temporada 2006-07

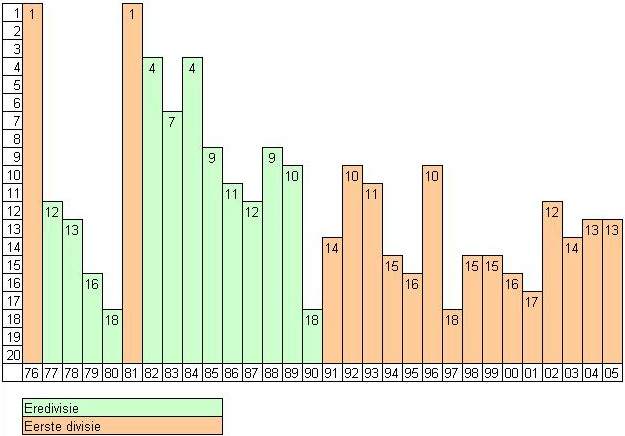
Gràfica Haarlem 1976-2005

- Lliga neerlandesa de futbol:[2]
  - 1946
- Copa neerlandesa de futbol:[3]
  - 1902, 1912
- Eerste Divisie:
  - 1972, 1976, 1981

## Jugadors destacats
- Wim Balm
- Barry van Galen
- Ruud Gullit
- Martin Haar
- Hans van de Haar
- Piet Huyg
- Piet Keur
- John Metgod
- Edward Metgod
- Arthur Numan
- Johnny Rep
- Kick Smit

## Entrenadors destacats
- Dick Advocaat
- Karel Bonsink
- Hans van Doorneveld
- Barry Hughes
- Heini Otto
- Roy Wesseling